# Hallaröd
För andra betydelser, se Hallaröd (olika betydelser).
Hallaröd är kyrkbyn i Hallaröds socken i Höörs kommun i Skåne, belägen nordväst om Höör.
Hallaröds kyrka och S:t Olofs källa ligger här.

## Samhället
Hallaröd ligger på en svagt markerad höjd. Bebyggelsen är koncentrerad till landsvägen norr om kyrkan och härrör från tiden efter skiftet 1841. De äldre husen kännetecknas av ett till trakten traditionellt byggnadsskick med brädfodrade fasader.

## Naturmiljö
Direkt väster om Hallaröds kyrka ligger naturreservatet Hallaröd. I naturreservatet Hallaröd och i Hallaröds kyrktorn har 12 arter av fladdermöss registrerats, varav 5 är rödlistade. I och i anslutning till området finns minst 16 arter av fladdermöss, bland annat den sällsynta och globalt hotade fladdermusarten barbastell. I naturreservatet finns även arkeologiska lämningar i form av hålvägar, odlingsrösen och en över 700 år gammal slaggvarp, en slagghög från järnframställning.

## Kulturmiljö
I Hallaröd finns lämningar som vittnar om mänsklig aktivitet under lång tid. Centralt i byn har spåren av en stenåldersboplats påträffats. Runt byn finns även hålvägar och fossil åkermark. En stor fångstgrop på 7 meter i diameter kallad snapphanehålan finns väster om byn i naturreservatet.
Byn är identifierad som särskilt värdefull kulturmiljö i Länsstyrelsens kulturmiljöprogram för Skåne. 
| ”               | Området illustrerar ett ålderdomligt kulturlandskap, karaktäristiskt för de inre, höglänta delarna av Skåne. Den äldre kristna tidens heliga källor i anslutning till kyrkan finns endast bevarade på ett fåtal platser. | „ |
| – länsstyrelsen | |   |

### S:t Olofs källa
I anslutning till kyrkan, längs med kyrkstigen som numera ingår i pilgrimsleden mellan Höör och Hallaröd och Skåneleden: Ås till Ås, ligger S:t Olofs källa. Källan var under medeltiden ett centrum för Sankt Olofskulten och en därtill hörande marknad. Vid 1700-talets mitt överflyttades marknaden till Hörby. Under medeltiden var Hallaröd och helgedomen till S:t Olof en av Skånes mest besökta vallfartsorter med pilgrimer från hela Skandinavien. Enligt ett vittnesmål från 1573 kom det så mycket människor att prästen fick hålla mässan ute på kyrkbacken.

## LokaliseringhöghastighetsbanaHässleholm-Lund
Trafikverket föreslog den 20 januari 2021 att den nya höghastighetsjärnvägen mellan Hässleholm-Lund skulle dras mycket nära eller igenom delar av Hallaröds by. Delvis överlappar sträckningen området som identifieras som särskilt värdefull kulturmiljö, se ovan.

## Bildgalleri

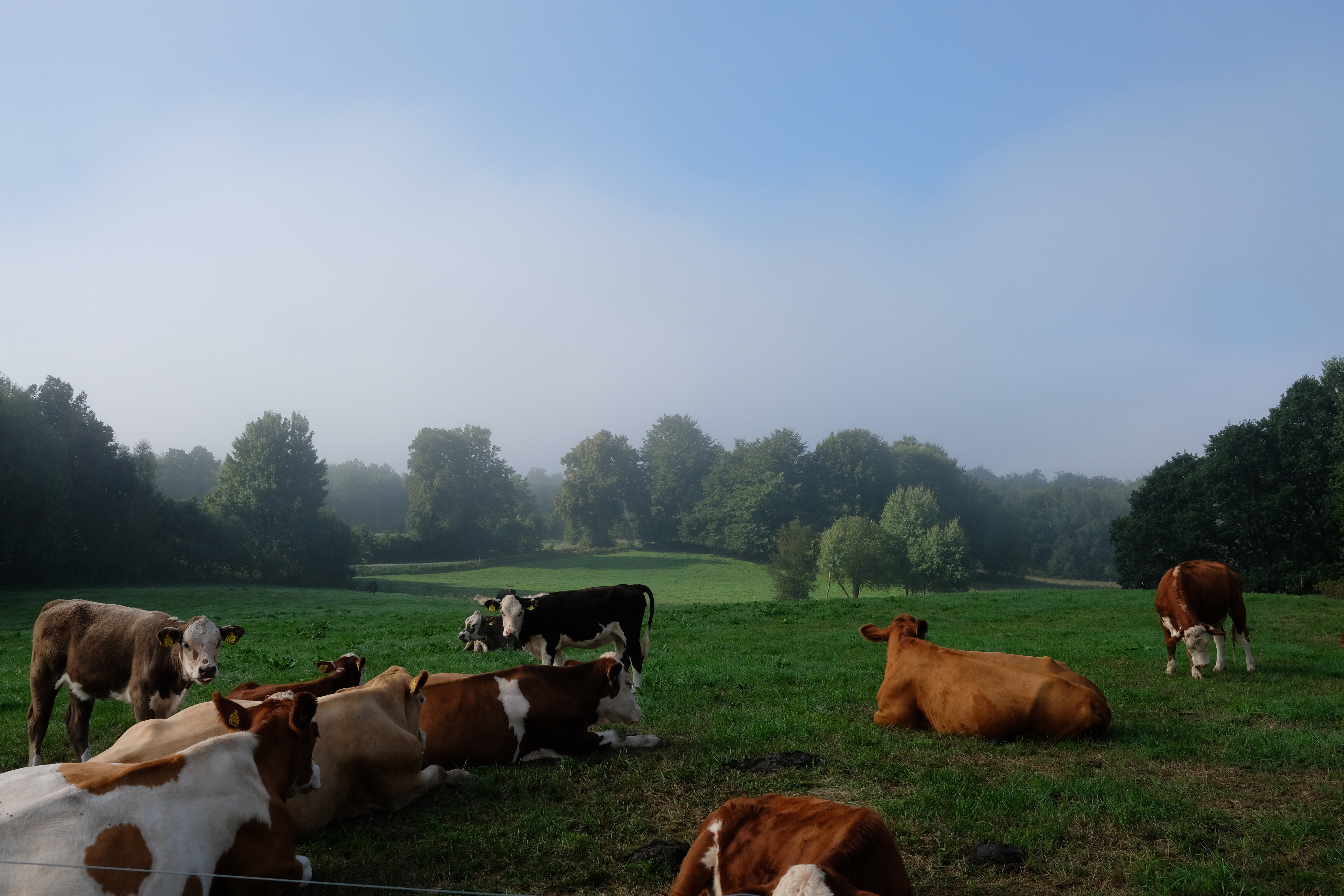
Beteslandskap i Hallaröd
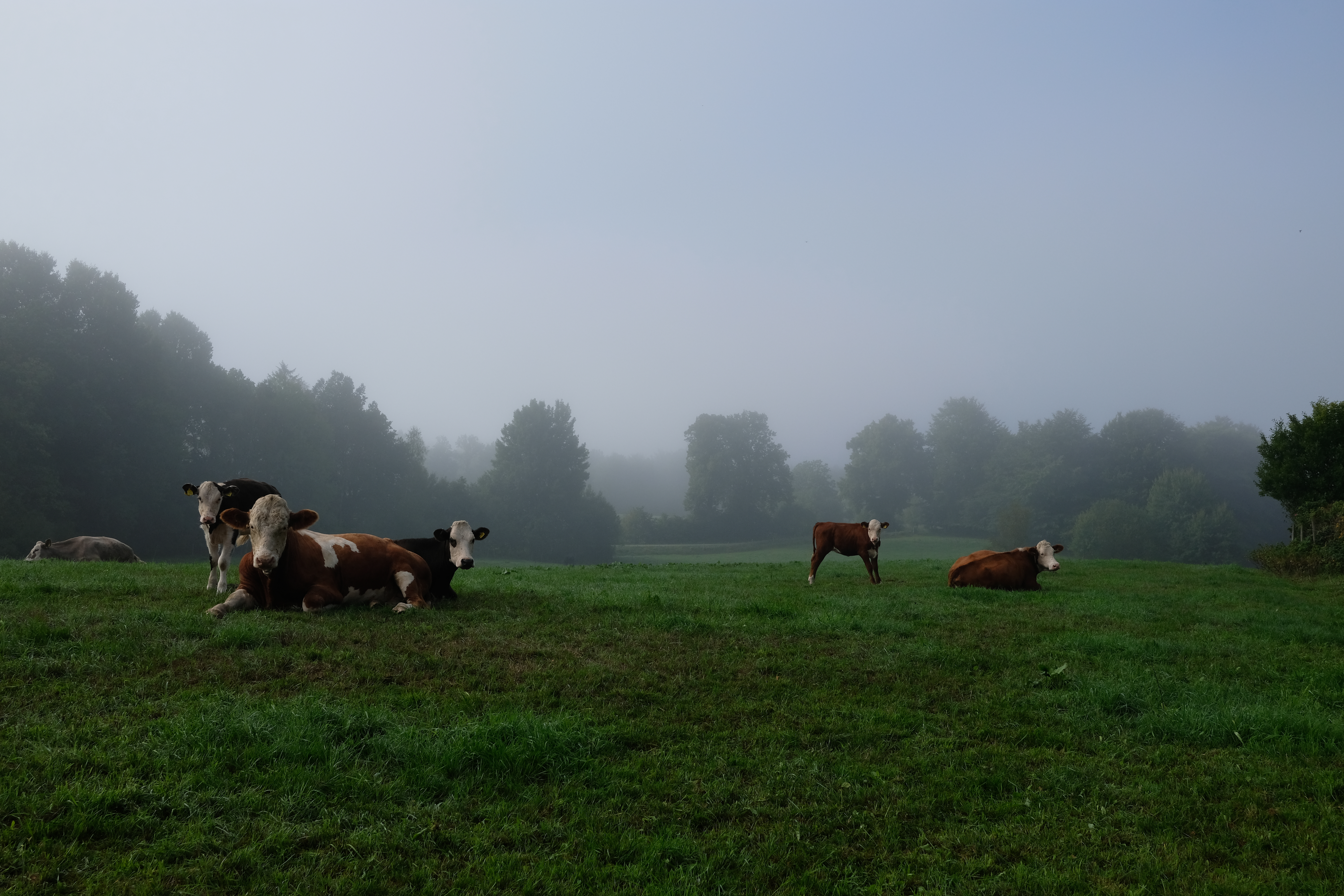
Beteslandskap i Hallaröd
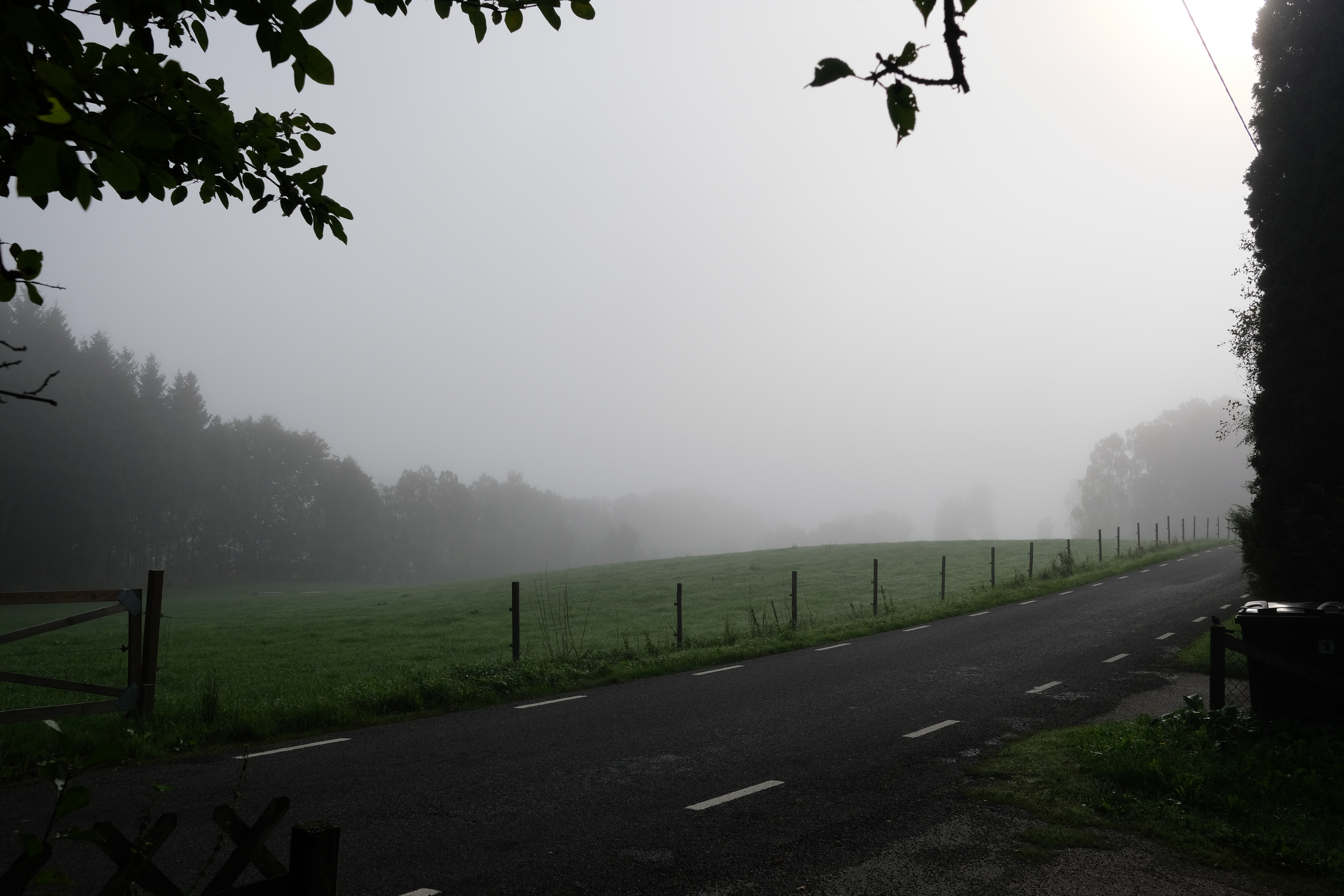
Beteslandskap i Hallaröd
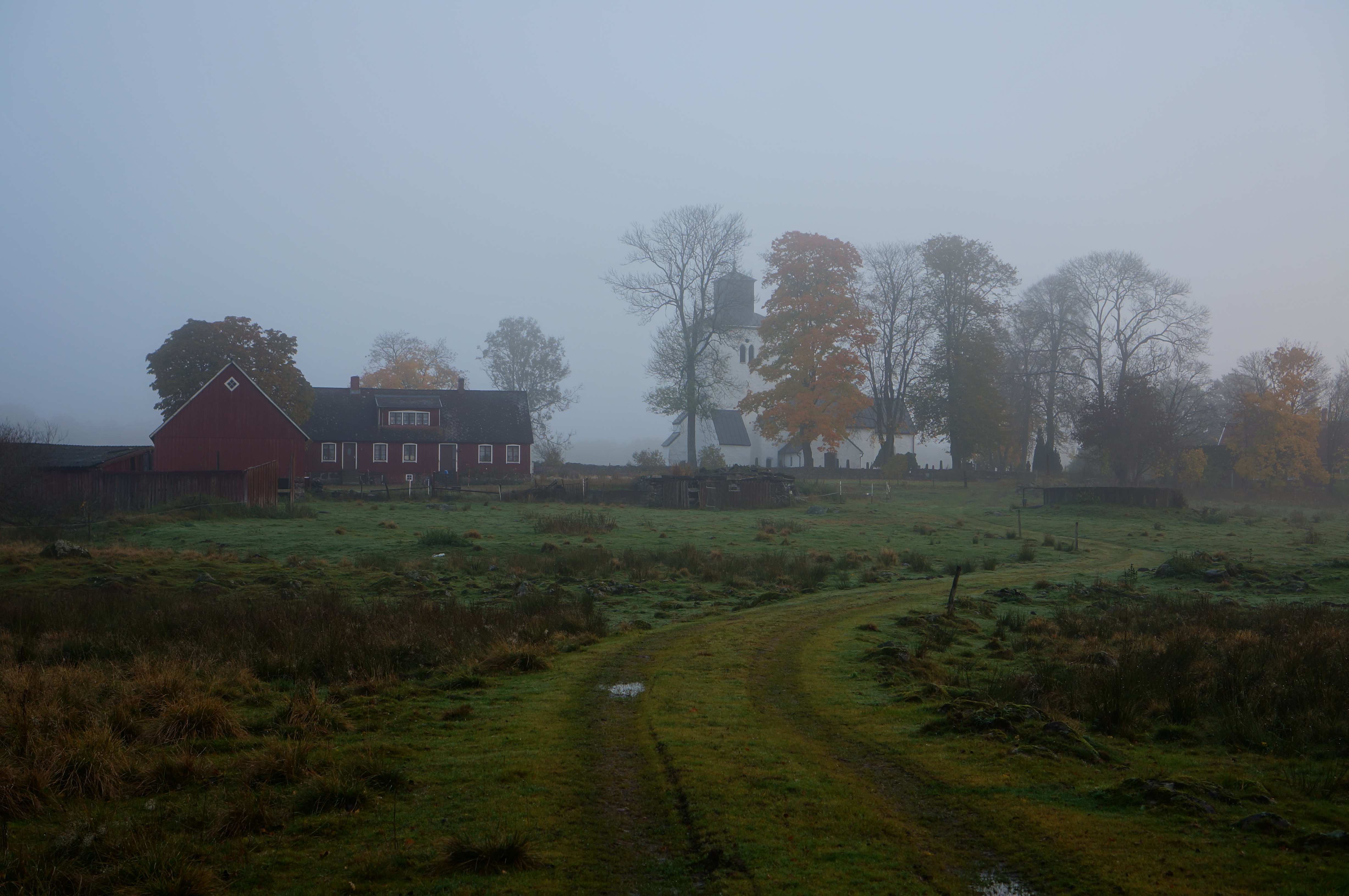
Hallaröds kyrka från Hallaröds Naturreservat.
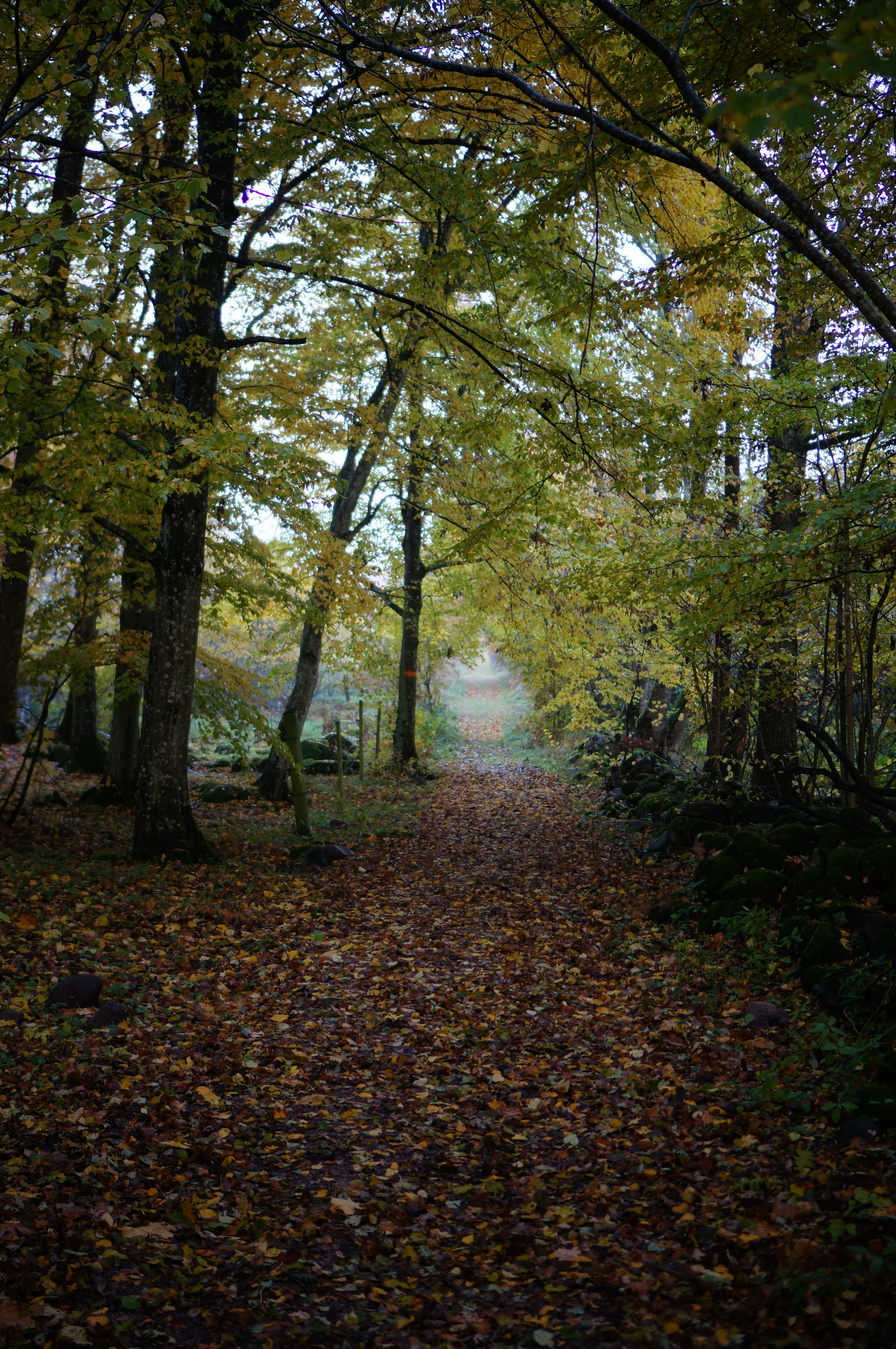
Kyrkstigen mellan Hallaröds kyrka och S:t Olofs Källa